# Acontia luta
Acontia luta là một loài bướm đêm trong họ Noctuidae.